# 新宿区立花園小学校
新宿区立花園小学校（しんじゅくくりつはなぞのしょうがっこう）は、東京都新宿区新宿1丁目にある公立小学校。

## 沿革
- 1995年（平成7年）
  - 4月1日 - 四谷第五小学校と四谷第七小学校が統合し、花園小学校が開校。ただし、校舎は完成しておらず、旧四谷第五小学校を仮校舎として使用。
  - 4月6日 - 最初の始業式と校旗授与式挙行し、校旗・校歌・校章披露。同日、第1回入学式も挙行。最初の新入生は39名で、全校児童185名でスタートを切った。
  - 6月21日 - 開校記念日。開校記念式典挙行。
- 1996年（平成8年）3月25日 - 第1回卒業式挙行。最初の卒業生は34名。
- 1997年（平成9年）
  - 2月18日 - 新校舎完成。
  - 3月26日 - 新宿区教育委員会主催による落成記念式典挙行。
  - 5月17日 - 落成記念の会挙行。
  - 12月19日 - スクールパーク開設記念式典挙行。
- 2014年（平成26年）4月1日 - オリンピック教育推進校指定。
- 2015年（平成27年）1月26日 - 新宿区主催アスリート課外授業実施。
- 2018年（平成30年）4月12日 - オリンピック・パラリンピック教育アワード校として表彰される。
- 2023年（令和5年）1月 - 体育、特別活動の新宿区教育課題研究指定校となる[1]。

## 教育目標
- ○元気な子
- ○考える子
- ○ねばり強い子
- ○思いやりのある子

## 校歌
- 作詞:平島祝子（初代校長）・作曲:浦崎瑛子・補作編曲:池辺晋一郎

## 学区
出典
- 歌舞伎町1丁目（1番(2号～19号)）
- 新宿1丁目（全域）
- 新宿2丁目（全域）
- 新宿3丁目（1番～14番、15番(1号～4号、14号～21号)、16番、17番(1号～5号、19号～26号)、30番、31番(1号、16号、17号)、32番）
- 新宿4丁目（全域）
- 新宿5丁目（1番～12番、13番(2号～4号)、14番(1号～4号、12号、13号)、15番～18番）

小学校の児童数と教員数
| 年度     | 児童総数 | 1年生 | 2年生 | 3年生 | 4年生 | 5年生 | 6年生 | 教員数 | 職員数 |
| -------- | -------- | ----- | ----- | ----- | ----- | ----- | ----- | ------ | ------ |
| 令和元年 | 143人    | 31人  | 24人  | 27人  | 18人  | 26人  | 17人  | 15人   | 4人    |
| 令和2年  | 149人    | 24人  | 29人  | 24人  | 25人  | 19人  | 28人  | 16人   | 4人    |
| 令和3年  | 152人    | 25人  | 24人  | 31人  | 24人  | 27人  | 21人  | 16人   | 4人    |
| 令和4年  | 150人    | 20人  | 25人  | 25人  | 30人  | 24人  | 26人  | 16人   | 3人    |
| 令和5年  | 135人    | 16人  | 17人  | 24人  | 23人  | 31人  | 24人  | 16人   | 4人    |

## 進学先中学校
出典
公立中学校に進学する場合
- 新宿区立四谷中学校

## 周辺
- 新宿区立花園幼稚園 - 同一建物内に所在。進学前幼稚園で、園長も本校校長が兼務する。
- 花園公園 - 敷地が隣接。
- 花園通り（新宿区道） - 学校付近では、東行きの一方通行となっている。
- シアターサンモール
- 花園東公園
- 新宿花園郵便局
- このほか、中小規模のマンション・アパートや、ミニストップ新宿花園通り店など、コンビニも点在する。

## アクセス
- 東京メトロ丸ノ内線新宿御苑前駅（出口2）から、徒歩約300m・約5分。
  - なお、花園公園側からの門までは約220mだが、正門まではさらに距離が延びる。
- 都営地下鉄新宿線新宿三丁目駅（C8出口）から、徒歩約605m・約9分。
- 都営バス「白61」系統で、「花園町」バス停から、徒歩約200m・約3分。
  - なお、「品97」系統（港南支所との共管系統）「新宿一丁目」バス停（約360m・徒歩約6分）からも、学校敷地までは直線距離では、最短で約85mと近いが、道路との関係で、やや遠回りとなる。